# Basile Camerling
Basile Camerling (* 19. April 1987 in Laxou) ist ein ehemaliger französischer Fußballspieler.

## Karriere

### Verein
2005 kam er zum AS Nancy. Dort konnte er sich aber nicht durchsetzen und brachte es in den darauf folgenden Jahren auf lediglich 9 Ligaspiele, meist Kurzeinsätze, in denen er ein Tor schoss. Mit dem AS wurde er 2006 Sieger des Ligapokals. Im Januar 2009 wurde er für 1½ Jahre an Clermont Foot in der zweiten Liga ausgeliehen, in denen er bisher zu 3 Ligaeinsätzen mit einer insgesamten Dauer von rund 50 Minuten kam. Gleich in seinem ersten Spiel für den neuen Verein, beim Auswärtsspiel gegen SCO Angers am 6. Februar 2009 (22. Spieltag), schoss er vor den rund 6.800 Zuschauern im Stade Jean-Bouin in der Schlussphase den 1:3-Treffer. Das Spiel verlor die Mannschaft trotzdem mit 4:2.

### Nationalmannschaft
Zwischen 2002 und 2003 gehörte er dem Kader der französischen U-15-Nationalmannschaft an, für die er ein Spiel bestritt. Nach dem Übertreten der Altersgrenze gehörte er bis 2004 der U-16-Nationalmannschaft an, für die er zwei Spiele bestritt, auch hier blieb er ohne Torerfolg.